# 金台寺
金台寺 （こんだいじ）は、長野県佐久市にある時宗の寺院。山号は紫雲山、院号は来迎院。本尊は阿弥陀如来。

## 概要
弘安2年（1279年）、一遍が佐久伴野荘で踊念仏を始め、伴野時直が創建した。
天明年間の山門前の石柱に「一遍上人初開之道場」と刻まれている。境内には本堂、庫裡、山門、楼門があり、日限地蔵尊が祀られている。

## 文化財

### 重要文化財
- 『紙本著色一遍上人絵伝 巻第二』 - 宝暦7年（1757年）に総本山の清浄光寺から贈られた。鎌倉時代の模写本と推定され、佐久での踊念仏の場面が描かれている。遊行寺にあった原本全10巻は明治44年（1911年）に焼失している。
- 『他阿上人自筆仮名消息』 - 他阿上人から善光寺妻戸衆の始祖証阿弥陀に贈られたもの（内容の中には、同士討ちをして斬首刑となった武士に念仏を唱える話が見られる）。

※重要文化財2件は東京国立博物館に寄託されている。

### 佐久市指定文化財
- 鉦（鉦鼓）

※本節の出典：“指定文化財一覧”.   佐久市. 2020年3月14日閲覧。